# Hoàng hậu nhà Đinh

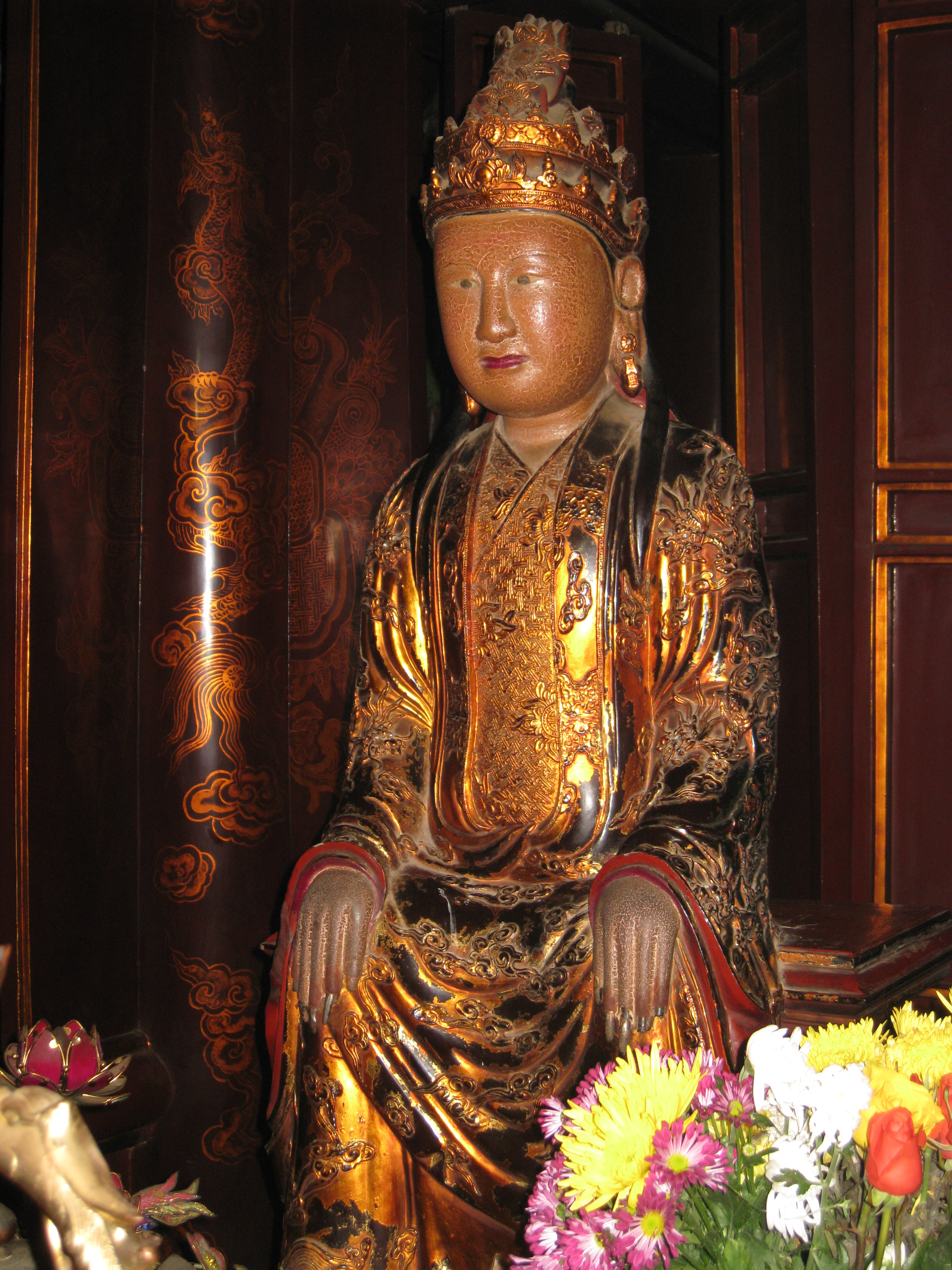
Tượng Đại Thắng Minh Hoàng Hậu ở Hoa Lư, người duy nhất làm hoàng hậu 2 triều trong lịch sử Việt Nam.

Hoàng hậu nhà Đinh theo ghi chép trong chính sử gồm 5 Hoàng hậu được Vua Đinh Tiên Hoàng lập lên sau khi ông dẹp xong loạn 12 sứ quân, mở ra nhà nước Đại Cồ Việt và lên ngôi Hoàng đế ở kinh đô Hoa Lư. Thời kỳ Đinh Đế Toàn trị vì do Vua còn nhỏ tuổi nên chưa kịp có vợ để tấn phong Hoàng hậu. Ngày nay, các Hoàng hậu của Vua Đinh Tiên Hoàng vẫn được dân chúng lập đền thờ phụng ở nhiều nơi thuộc miền Bắc Việt Nam như các tỉnh Ninh Bình, Hà Nội, Thái Bình, Nam Định, Hà Nam, Thanh Hóa.

## Tổng quan
Cuốn Đại Việt thông sử do Lê Quý Đôn biên soạn có đoạn viết: "Quốc thống ta nếu vẫn cứ theo như ngày xưa, phong tục cũ chưa thay đổi thì có vua Đinh Tiên Hoàng lập 5 hoàng hậu; vua Lê Đại Hành lập 5 Hoàng hậu, vua Lê Long Đĩnh lập 4 hoàng hậu, vua Lý Thái Tổ lập 6 hoàng hậu, lại lập thêm 3 hoàng hậu nữa; vua Lý Thái Tông lập 7 hoàng hậu". Như vậy các vị vua của nhà nước Đại Cồ Việt do Đinh Tiên Hoàng sáng lập đều có nhiều hoàng hậu.
Trong lịch sử Việt Nam, những người được chọn làm Hoàng hậu thường là con nhà danh gia vọng tộc hoặc tuyệt sắc giai nhân. Đinh Tiên Hoàng đã bỏ qua thông lệ ấy khi quyết định chọn một góa phụ là bà Ngô phu nhân làm Hoàng hậu. Trong 12 sứ quân, trừ Ngô Xương Xí đã chạy vào tận Bình Kiều, dòng dõi nhà Ngô còn một người là Ngô Nhật Khánh (cháu họ Ngô Quyền) vẫn bám trụ ở quê hương Đường Lâm. Ngô Nhật Khánh là sứ quân có tham vọng, đã xưng là An Vương với ý đồ kế thừa nhà Ngô rất rõ ràng. Để thu phục Nhật Khánh, Đinh Tiên Hoàng đã gả con gái cho Nhật Khánh, rồi lại cưới em gái Nhật Khánh cho Đinh Liễn. Bản thân Đinh Tiên Hoàng cũng bất chấp thể diện để thành hôn với Ngô Phu Nhân, mẹ Ngô Nhật Khánh và phong bà này làm Hoàng hậu.
Các bà hoàng hậu khác thường được mô tả trong dân gian là con nhà các vị Tướng có uy tín đương thời: Dương Vân Nga là con hào trưởng Dương Thế Hiển, bạn thân của thân phụ Đinh Công Trứ; Đinh Thị Tỉnh là con nhà quan Tri phủ Cổ Lan Đinh Công Đoan dưới thời Ngô Quyền; Dương Thị Nguyệt là con hào trưởng Dương Đỉnh, chỉ có Nguyễn Thị Sen thực sự là người con gái thôn quê có nhan sắc và khéo léo đảm đang sau này được hậu thế tôn vinh là bà tổ nghề may, dã sử không thấy nhắc đến cha mẹ của bà.

## Theo chính sử
Năm Mậu Thìn 968, Đinh Bộ Lĩnh lên ngôi Hoàng đế, tự xưng là Đại Thắng Minh Hoàng đế, đặt quốc hiệu là Đại Cồ Việt, đóng đô ở Hoa Lư. Đinh Tiên Hoàng cho xây cung điện, chế triều nghi, định phẩm hàm quan văn, quan võ. Vua lập 5 hoàng hậu là Đan Gia, Trinh Minh, Kiều Quốc, Cồ Quốc và Ca Ông. Tên của bà thứ nhất là Đan Gia, Đan: cao khiết, nhã trí – Gia: đức cao vọng trọng, mỹ dự thiên hạ. Dịch nghĩa Đan là thanh cao trong sạch, tốt đẹp ý vị – Gia là đức cao vọng trọng, tiếng khen sắc đẹp vang khắp thiên hạ". Bà thứ hai là Trinh Minh 貞明. Trinh Minh là chữ trong kinh dịch, Hệ từ, hạ, chương 1:" Nhật nguyệt chi đạo, trinh minh giả dã", nghĩa là "đạo của mặt trời mặt trăng vẫn thường hằng, sáng tỏ". Trinh Minh đã trở thành một từ tổ cố định và đã được Hồ Nguyên Trừng, tác giả của Nam Ông mộng lục, dùng trong nhan đề một câu chuyện của sách này là "Phụ đức trinh minh" 婦德貞明. Câu chuyện kể về bà nguyên phi của vua Trần Duệ Tông. Vua đi đánh giặc rồi chết trận; bà lánh đời đi tu rồi chết và được phong là Gia Từ hoàng hậu. Đức hạnh của bà xứng đáng với nhan đề "Phụ đức trinh minh".
Mặc dù chính sử chép tên hiệu 5 bà hoàng hậu nhà Đinh nhưng không ghi rõ tên gọi chính thức của từng người. Ngay cả Hoàng hậu Dương Vân Nga, khi Đinh Toàn được lập làm Vua cũng chỉ ghi là Dương Thị và khi bà trở thành Hoàng hậu của Lê Hoàn chính sử ghi rõ: "Lập Hoàng thái hậu nhà Đinh là Dương thị làm Đại Thắng Minh Hoàng Hậu. Hậu là vợ của Tiên Hoàng, mẹ đẻ của Vệ Vương Toàn." và các sử gia rất nặng lời với Lê Hoàn trong việc này. Qua việc gọi Dương Vân Nga là Đại Thắng Minh hoàng hậu đó có thể thấy được vai trò của bà trong hoàng cung nhà Đinh trong số 5 Hoàng hậu do Vua Đinh lập.
Đinh Bộ Lĩnh có ba người con trai: Đinh Liễn, Đinh Toàn và Đinh Hạng Lang. Đinh Liễn hay Đinh Khuông Liễn là con trai cả của vua Đinh và là người con trai duy nhất sinh ra, trưởng thành trước khi vua Đinh lên ngôi. Đinh Bộ Lĩnh khi lên ngôi lập 5 hoàng hậu nhưng sử không ghi rõ Đinh Liễn là con bà hoàng hậu nào. Chỉ chắc chắn rằng ông không phải là con bà Dương hậu, người sinh ra Đinh Toàn và cũng không phải là con của bà hoàng hậu là mẹ của Ngô Nhật Khánh. Sử sách cho biết ông có một người em gái là công chúa Phất Kim được Vua đinh gả cho sứ quân Ngô Nhật Khánh. Như vậy, bà mẹ của Đinh Liễn và Phất Kim đã là vợ của Đinh Bộ Lĩnh từ khi ông khoảng 16 tuổi (căn cứ năm sinh Đinh Liễn là 940) nhưng từ năm 968 khi ông lên ngôi Hoàng đế ở tuổi 44 thì chưa thấy ghi chép nào về bà. Có thể khi đó bà đã mất nên không được tấn phong Hoàng hậu. Đó cũng có thể là lý do mà Đinh Liễn con bà không được Vua Đinh lập làm Thái tử.

## Theo dã sử
Theo tài liệu dã sử lưu truyền trong dân gian và thần tích, thần phả các di tích thì Đinh Tiên Hoàng có 5 bà hoàng hậu với tiểu sử và hành trạng rất rõ ràng. Họ đều là những nhân vật lịch sử được hậu thế tôn vinh:

### Hoàng Thị Thi

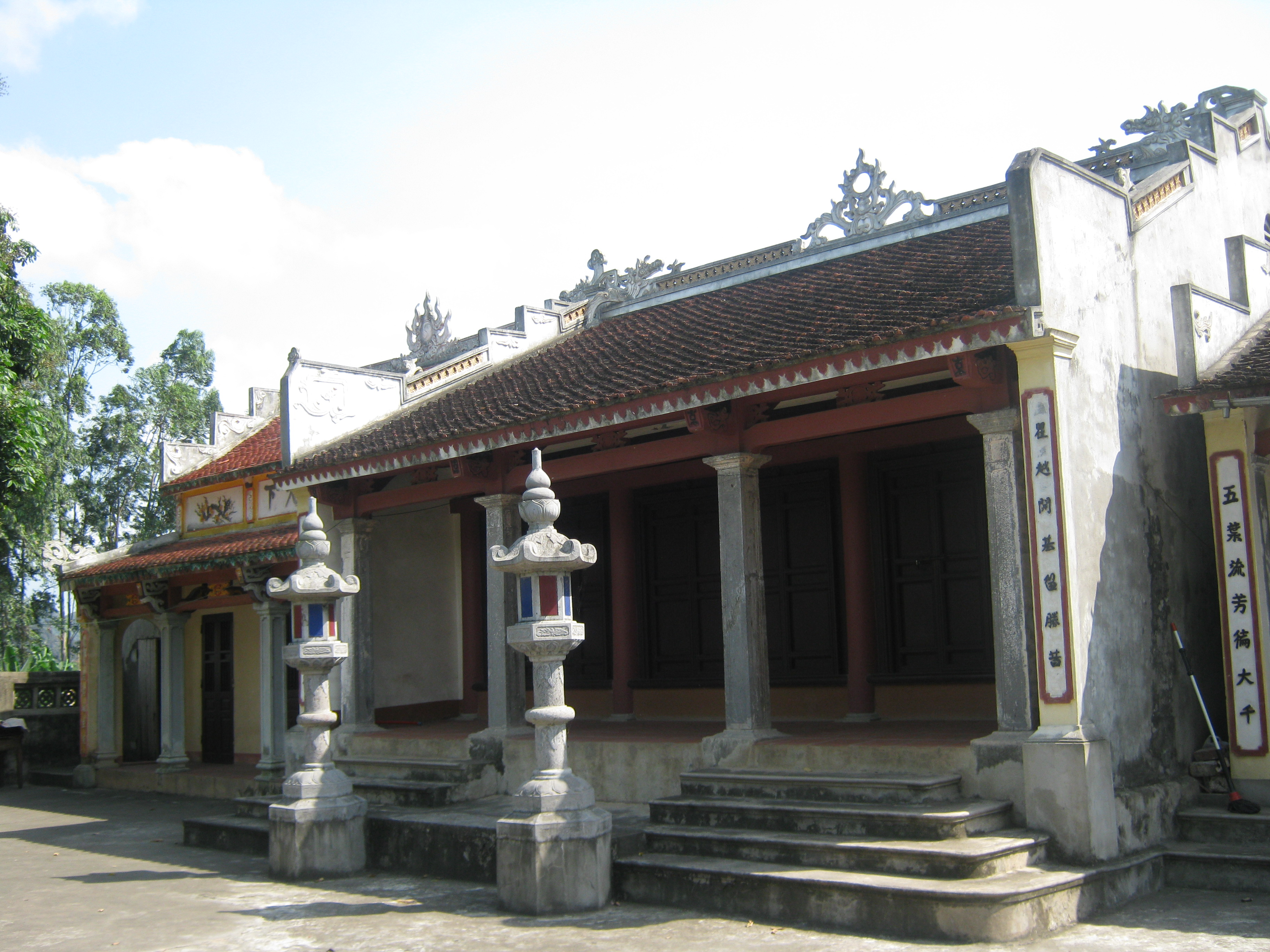
Chùa Bà Ngô do Bà Ngô Phu nhân, vợ Vua Đinh lập

Bà Ngô phu nhân hay Hoàng Thị Thi là tên gọi của một Hoàng hậu nhà Đinh được hậu thế ghi nhận và tôn vinh ở chùa Bà Ngô, trong quần thể di tích Cố đô Hoa Lư. Bà là vị Hoàng hậu quyền lực trong hậu cung nhà Đinh thời gian đầu vì bà sinh đã sinh ra thái tử Đinh Hạng Lang, hai người con riêng của Bà với vị phu quân họ Ngô đều được gả cho hai con của Vua Đinh với người vợ cả đã mất. 
Theo chính sử, sau khi Đinh Bộ Lĩnh dẹp xong loạn 12 sứ quân, đã lấy mẹ sứ quân Ngô Nhật Khánh và sách lập làm hoàng hậu, đồng thời Vua gả con gái là công chúa Phất Kim cho Nhật Khánh và lấy em gái Nhật Khánh gả cho con trưởng là Nam Việt vương Đinh Liễn.
Ngô Nhật Khánh trở thành phò mã nhà Đinh. Mẹ Ngô Nhật Khánh, dù ở gần tuổi 40 khi trở thành Hoàng hậu của Vua Đinh Tiên Hoàng đã sinh ra Đinh Hạng Lang, con trai đầu tiên của Đinh Bộ Lĩnh sau khi lên ngôi Hoàng đế, khoảng trước năm 974 (vì Vệ vương Đinh Toàn sinh năm 974 và là em Hạng Lang). Đinh Tiên Hoàng có thể vì bà, và vì để lấy lòng Nhật Khánh nữa, đã lập Hạng Lang làm thái tử. Nhật Khánh chứa chấp ý đồ không thể nói hết khi giục mẹ nài nỉ vua lập em làm thái tử. Ông ta định sau này sẽ làm phụ tá cho cậu em ruột còn thơ ấu để nắm quyền bính. Nhưng Nam Việt vương Đinh Liễn vốn là người đã trưởng thành và có nhiều công lao trong việc đánh dẹp, ngoại giao của nước Đại Cồ Việt đã giết Hạng Lang đầu năm 979. Tuy nhiên, vì yêu con và không thể tiếp tục gây đổ máu, Tiên Hoàng đã không trừng phạt Đinh Liễn bằng cái chết.
Việc Tiên Hoàng không trừng phạt Đinh Liễn bằng án tử hình khiến Nhật Khánh vô cùng tức giận và đây chính là động cơ chủ yếu thúc giục Khánh bỏ sang Chiêm Thành. Một hôm ông mang vợ là công chúa Đinh Phất Kim chạy vào nam, tới cửa biển Nam Giới  thì ông rút dao rạch mặt vợ và mắng rằng:
"Cha mày lừa dối ức hiếp mẹ con ta, lẽ nào ta vì mày mà quên tội ác của cha mày hay sao? Cho mày trở về, ta đi đằng khác tìm kẻ có thể cứu ta".
Rồi ông bỏ trốn sang Chiêm Thành. Trước kia, vua Đinh hứa đưa em Khánh (Hạng Lang) lên ngôi, nhưng khi em Khánh bị hại thì kẻ thủ phạm lại không bị trừng phạt đích đáng theo ý muốn của Khánh, bởi thế Khánh mới tìm đến Chiêm Thành để cầu viện báo thù. Nghe tin Tiên Hoàng chết, Nhật Khánh bèn xui vua Champa là Ba Mĩ Thuế mang quân để đánh Đại Cồ Việt. Vua Champa nhân cơ hội xâm chiếm đất đai, bèn tự cầm quân đem hơn nghìn binh thuyền ra đánh Hoa Lư, theo hai cửa biển Đại Ác và Tiểu Khang. Khi vào cửa Đại Ác (cửa Thần Phù), qua một đêm, gặp gió bão nổi lên, thuyền đều lật đắm, chìm gần hết. Nhật Khánh cùng bọn người Chiêm đều chết đuối, chỉ có thuyền của vua Chiêm thoát nạn. Ba Mĩ Thuế thu vét tàn quân trở về.
Bà là người chịu số phận bi thảm khi thái tử Hạng Lang bị giết, rồi Vua Đinh cùng con rể bà là Đinh Liễn của bà bị sát hại, con riêng Ngô Nhật Khánh của bà bị bão dìm chết trận, con dâu công chúa Phất Kim tự vẫn. Khi Đinh Toàn lên ngôi thì quyền lực về tay Đại Thắng Minh Hoàng hậu Dương Vân Nga, bà đã rời bỏ Hoàng cung về ngôi chùa phía Bắc kinh đô Hoa Lư tu hành, làm việc thiện. Ngôi chùa đó được gọi là chùa Bà Ngô. (nay nằm ở thôn Hoàng Long, xã Trường Yên, Hoa Lư, Ninh Bình).

### Đinh Thị Tỉnh

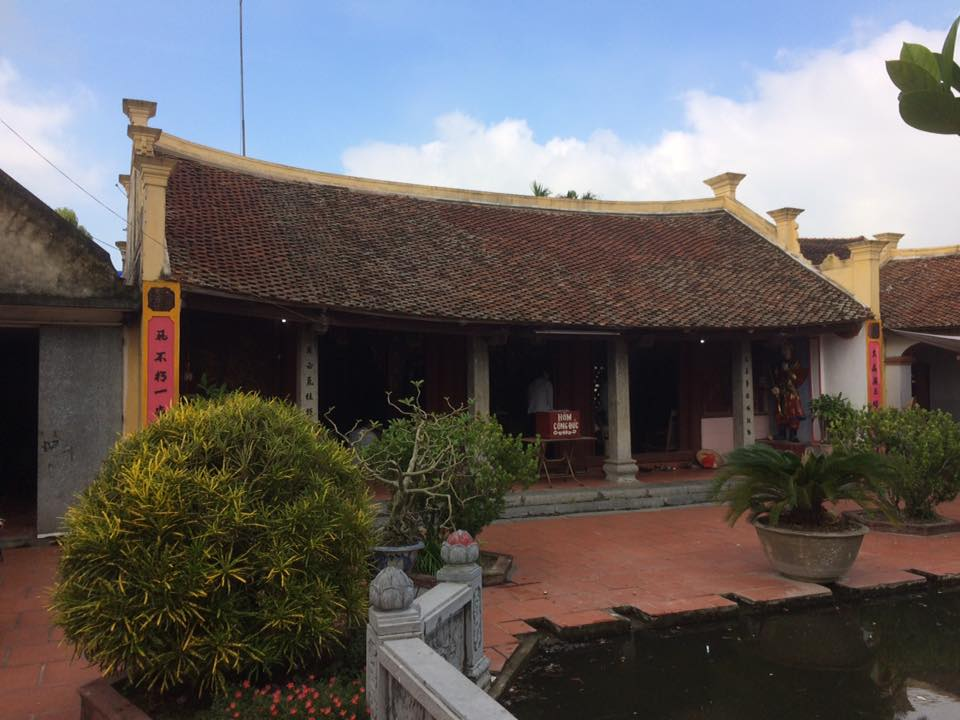
Đền thờ Đinh Triều Thánh Mẫu ở Đông Hưng, Thái Bình

Trinh Thục Hoàng hậu hay Trinh Minh Hoàng hậu là Đệ nhị cung phi trong Hoàng cung nhà Đinh. Bà là người có nhan sắc, tài nghệ văn chương và tinh thông võ nghệ. Theo ngọc phả, thần tích trong đền Thánh Mẫu, xã Đông Sơn, Đông Hưng, Thái Bình: Cha của Hoàng hậu là ông Đinh Công Đoan ở phủ Thiệu Thiên (Thanh Hóa), là người văn võ toàn tài, đi theo Ngô Vương Quyền lập được nhiều công lao và được cử về làm tri phủ Cổ Lan (Đông Hưng, Thái Bình). Trước đó ông đã có vợ và sinh được 4 người con trai, khi sinh nở được 100 ngày, vợ ông bị bệnh mà chết. Bà Đỗ Thị Lan Hoa là vợ kế của ông Đinh Công Đoan đã sinh ra con gái Đinh Thị Tỉnh.
Tương truyền một đêm Phu nhân nằm mộng thấy nhặt được cái gương vàng thì có thai, sau đó sinh một người con gái, long nhan mắt phượng, mặt như bích phấn. Lên 5 tuổi đã biết âm luật nhạc, văn tự chưa giáo hóa đã biết quy mô, quan phủ cho đi học 5-6 năm thì văn chương đã xuyến triệt, võ bị tinh thông, cưỡi ngựa bắn tên thế gian khó ai địch nổi. Sau khi Đinh Bộ Lĩnh về với sứ quân Trần Lãm, đã sai người mang thư chiêu dụ 5 anh em họ Đinh ở Phù Lưu (gồm Đinh Dưỡng Xã, Đinh Cung Linh, Đinh Đại Mộc, Đinh Bắc Phương và em gái Tỉnh Nương). Anh em họ Đinh đã đi theo Đinh Bộ Lĩnh dẹp loạn các sứ quân của Ngô Xương Xí, Nguyễn Siêu... Vua Đinh Tiên Hoàng thấy Tỉnh Nương nhan sắc tuyệt trần bèn lấy làm vợ, lập làm Đệ Nhị Cung Phi, giao cho nàng quản coi nội cung... Hoàng hậu Đinh Thị Tỉnh cũng là người sinh ra công chúa Phù Dung, sau theo chồng là Phò mã Trương Quán Sơn có công đánh giặc Chiêm Thành dưới thời Tiền Lê, được phong thực ấp và cai quản vùng Sơn Tây, Hà Nội ngày nay.
Hoàng hậu Tỉnh Nương được tôn vinh là Đinh Triều Thánh Mẫu và cùng với Đinh Triều Quốc Mẫu Đàm Thị, thân mẫu Vua Đinh được thờ trên vùng đất Thái Bình. Trong sắc phong ở đền thờ hoàng hậu triều Đinh có ghi: "Trinh Thục hoàng hậu" và "Đệ nhị cung phi". Trong số 5 bà hoàng hậu triều Đinh, hoàng hậu thứ 2 có tên là Trinh Minh Hoàng hậu. Rất có khả năng tên của 2 vị này là 1 người (Trinh Minh – Trinh Thục). Tương tự như Trường hợp của Bà tổ nghề may Nguyễn Thị Sen thần tích ghi chép là Tứ phi Hoàng hậu, đối chiếu với tên gọi 5 Hoàng hậu tương đương với tên gọi Cồ Quốc.

### Dương Thị Nguyệt

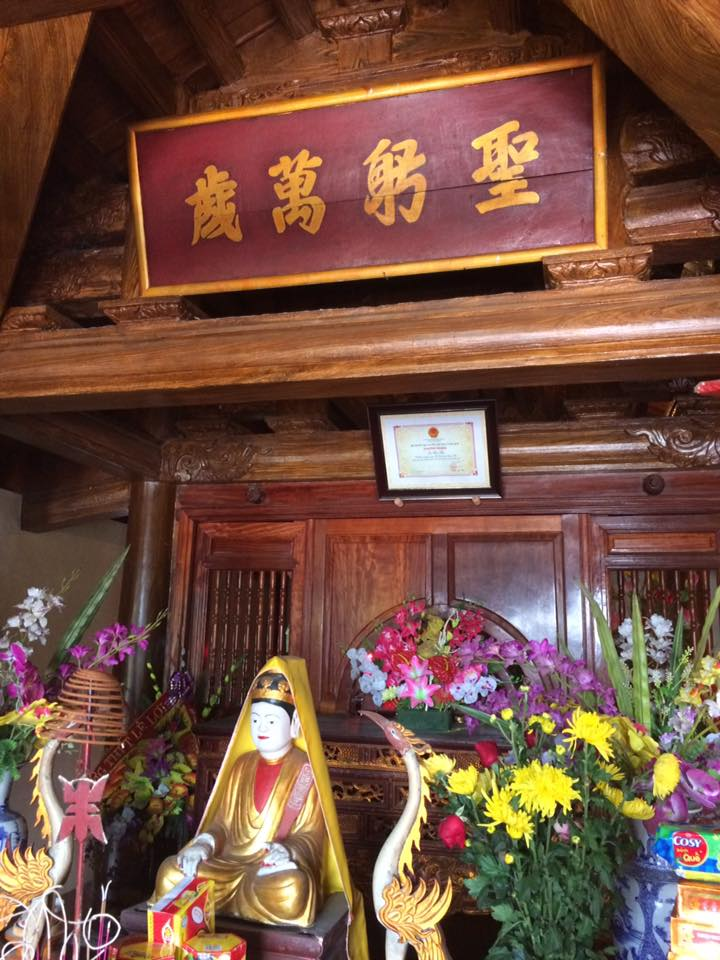
Tượng Hoàng hậu Dương Nguyệt Nương ở di tích Nghè Xuân Phả

Theo nội dung được ghi ở quyển Thần phả, Ngọc phả của thôn Đặng Xá, xã Kim Bảng, tỉnh Hà Nam, được bộ Lễ triều Lê ban hành vào năm 1572 thì khi Trần Lãm mất, Đinh Bộ Lĩnh đem tướng sĩ về Hoa Lư chiêu mộ hào kiệt đi dẹp loạn 12 sứ quân. Ngài đã được vị hào trưởng Dương Đỉnh (người gốc Trường Yên Hạ) và vợ tên là Đặng Thị Kính (vốn người Đặng Xá, Kim Bảng), là cặp vợ chồng có của cải và uy tín ở địa phương giúp đỡ. Vị hào trưởng đã gả con gái tên là Dương Thị Nguyệt cho Đinh Bộ Lĩnh. Hai vợ chồng đã sinh ra con gái đầu đặt tên là Đinh Thị Ngọc. Từ đó, Đinh Bộ Lĩnh đã về Đặng Xá lập đồn trại và truyền hịch Cần Vương dẹp giặc và đã có trên 600 người ứng mộ cùng với 180 tráng đinh Đặng Xá, Đồng Lạc, Khê Vĩ. Đinh Bộ Lĩnh đánh đâu được đấy, được tôn là Vạn Thắng Vương. Sau khi bình được 12 sứ quân, thống nhất đất nước, Đinh Tiên Hoàng Đế đã đón Dương Thị Nguyệt Nương về kinh đô Hoa Lư lập làm Hoàng hậu. Những ghi chép ở Nghè Xuân Phả (Thọ Xuân) cho biết Bà Hoàng hậu quê Hà Nam cũng chính là người đã truyền dạy trò Xuân Phả hiện là di sản văn hóa quốc gia còn lưu giữ đến ngày nay ở Thanh Hóa.
Khi Đinh Tiên Hoàng mất, Hoàng hậu Nguyệt Nương cùng công chúa Ngọc Nương đã trở về quê hương Đặng Xá sinh sống đến cuối cuộc đời. Sau này khi Lê Hoàn lên ngôi Hoàng đế, đã tôn phong Đinh Tiên Hoàng và Hoàng hậu, hạ sắc chỉ cho xã Đại Hoàng lập miếu thờ và truyền chỉ cho thiên hạ cứ nơi nào vua Đinh Tiên Hoàng đã lập đồn trại... thì đều được rước sắc về lập đền thờ cúng. Dân Đặng Xá đã tới kinh thành rước sắc về lập miếu để thờ và được gọi là miếu Trung. Hiện nay ở thôn Đặng Xá, xã Văn Xá di tích miếu Trung nằm gần chùa Khánh Hưng thờ Vua Đinh Tiên Hoàng cùng hoàng hậu Nguyệt Nương và miếu Bà thờ công chúa Ngọc Nương.
Tại di tích Nghè Xuân Phả ở xã Xuân Trường, huyện Thọ Xuân, tỉnh Thanh Hóa Hoàng hậu Nguyệt Nương cũng được người Việt đúc tượng thờ cùng Đại Hải Long Vương với vai trò là người truyền dạy trò Xuân Phả cho dân làng.

### Nguyễn Thị Sen
Nguyễn Thị Sen là tứ phi Hoàng hậu của vua Đinh Tiên Hoàng trong lịch sử Việt Nam, Bà được coi là bà tổ nghề may. Bà quê quán ở làng Trạch Xá, xã Ứng Hòa, Hà Nội. Theo Đại Việt Sử Ký Toàn Thư, Vua Đinh Tiên Hoàng (924 -979) lập 5 hoàng hậu là Đan Gia, Trinh Minh, Kiều Quốc, Cồ Quốc và Ca Ông, theo đó tứ phi Hoàng hậu Cồ Quốc chính là Thánh tổ nghề may Nguyễn Thị Sen.
Theo thần tích đền thờ tổ nghề ở Trạch Xá, Bà tổ của nghề may là Nguyễn Thị Sen, một người con gái xinh đẹp, đảm đang của làng Trạch Xá. Tục truyền rằng, Nguyễn Thị Sen được phong là tứ phi Hoàng hậu của Vua Đinh Tiên Hoàng, kết duyên cùng đức Vua khi ông về đây chiêu mộ hào kiệt. Vị quân vương giữa rừng hoang gặp người thôn nữ nhan sắc tuyệt trần đã mời nàng về chốn Hoàng cung và truyền khắp nhân gian dâng vải lụa đến cho nàng.
Về Kinh đô Hoa Lư, Nguyễn Thị Sen được phong là Hoàng hậu. Với sự khéo léo và sáng tạo, bà đã giúp các cung nữ phát triển, sáng tạo được nghề may trong cung vua và lập ra làng thêu ren Văn Lâm. Sau khi Vua Đinh Tiên Hoàng mất, quyền lực hậu cung chuyển giao về tay Dương Vân Nga và Lê Hoàn, bà đã từ giã hoàng cung cùng với con gái là công chúa Liên Hoa trở về quê hương truyền dạy nghề may cho nhân dân trong làng. Khi mất bà được nhiều nơi lập đền thờ và tôn làm bà tổ nghề may, thêu. Làng nghề may Trạch Xá đã được công nhận di sản phi vật thể quốc gia có đền thờ thánh tổ nghề may đã được xây dựng trở thành điểm du lịch của xã Ứng Hòa, Hà Nội. Làng nghề thêu ren Văn Lâm ở bến đò Tam Cốc cũng có đình thờ bà và bà cũng được thờ trong động Thiên Hương ở gần đó.

### Dương Vân Nga
Dương Vân Nga là hoàng hậu của 2 vua Đinh Tiên Hoàng và Lê Đại Hành trong lịch sử Việt Nam. Bà đóng vai trò đặc biệt quan trọng trong việc chuyển giao quyền lực từ nhà Đinh sang nhà Tiền Lê. Người con trai của bà với Đinh Tiên Hoàng tên Đinh Toàn, là vua cuối của nhà Đinh còn người con gái của bà với Lê Đại Hành là Lê Thị Phất Ngân trở thành hoàng hậu của Lý Thái Tổ, mẹ vua Lý Thái Tông sau này. Hai lần bà được các Vua phong Ca Ông Hoàng hậu, Đại Thắng Minh Hoàng hậu và nhà Lý phong bà là Bảo Quang Hoàng thái hậu. Vì là một người đàn bà quyền lực của nhiều triều đại, sử sách thường gọi bà với cái tên trang trọng là Dương hậu hay Dương thái hậu. Hiện nay, trong các đền thờ, tên đường và các tác phẩm văn học nghệ thuật, người Việt gọi bà là Thái hậu Dương Vân Nga.
Theo giai thoại dân gian, Dương Vân Nga là con gái của ông Dương Thế Hiển, quê ở vùng Nho Quan, Ninh Bình. Cái tên Vân Nga là ghép từ Vân Long và Nga My là tên thôn quê cha mẹ bà Từ khi Vua Đinh và Thái tử Đinh Hạng Lang (con trai của Hoàng hậu Đan Gia) bị sát hại, Dương Vân Nga mới thực sự làm chủ Hậu cung với tư cách là mẹ của Vua mới Đinh Toàn.
Đinh Toàn khi đó mới 6 tuổi, Thập đạo tướng quân Lê Hoàn là nhiếp chính. Các đại thần Đinh Điền, Nguyễn Bặc, Phạm Hạp thấy quyền lực rơi vào tay Lê Hoàn, lại nghi Dương Vân Nga cùng Lê Hoàn tư thông nên cử binh đến đánh. Lê Hoàn dẹp tan, Đinh Điền, Nguyễn Bặc, Phạm Hạp đều bị giết. Phò mã nhà Đinh là Ngô Nhật Khánh bỏ trốn vào nam, cùng vua Chăm Pa với hơn nghìn chiến thuyền định đến đánh kinh đô Hoa Lư nhưng bị bão dìm chết. Năm 980, quân Tống chuẩn bị sang đánh, Dương Vân Nga cùng triều thân tôn Lê Hoàn lên làm vua, tức vua Lê Đại Hành. Lê Hoàn sau khi chiến thắng quân Tống lập nên nhà Tiền Lê. Dương Vân Nga trở thành một trong năm Hoàng hậu của Lê Đại Hành 
Bà mất năm 1000, cùng năm với con trưởng của Lê Hoàn là Lê Long Thâu. Người con gái của bà với Lê Hoàn là Lê Thị Phất Ngân sau trở thành Hoàng hậu của Lý Thái Tổ và là người sinh ra vua Lý Thái Tông. Thời Lý, Bà được hậu thế suy tôn là Bảo Quang Hoàng Thái Hậu.

## Thái hậu nhà Đinh
Nhà Đinh có 2 Vua nên có 2 Thái hậu là Đàm Thị mẹ Vua Đinh Tiên Hoàng và Dương Vân Nga mẹ Vua Đinh Toàn. Thái Hoàng Thái hậu Đàm Thị có tên dã sử là Đàm Thị Thiềm hiện được thờ ở nhiều nơi như là khu di tích thung Lá - động Hoa Lư, Lăng Phát tích nhà Đinh hay đền Vua Đinh Tiên Hoàng (Ninh Bình); Khu di tích đình Bườn ở Nam Định và miếu Lộc Thọ ở Thái Bình.
Đại Việt sử ký toàn thư có viết: "Vua [Đinh Tiên Hoàng] họ Đinh, tên húy là Bộ Lĩnh, người ở động Hoa Lư, châu Đại Hoàng (nay là huyện Gia Viễn, tỉnh Ninh Bình) là con trai Đinh Công Trứ, Thứ sử Hoan Châu. Dẹp yên các sứ quân, tự lập làm đế... Vua còn nhỏ mồ côi cha, mẹ là họ Đàm".
Đinh Triều Quốc Mẫu Đàm Thị là người xã Gia Thủy (huyện Nho Quan, Ninh Bình), Bà là vợ quan thứ sử Đinh Công Trứ. Khi chồng mất bà đem con trai Đinh Bộ Lĩnh trở về quê hương và nương nhờ người em chồng là Đinh Thúc Dự.
Thần tích Ngọc phả của miếu Lộc Thọ, xã Độc Lập, Hưng Hà, Thái Bình chép rằng: Miếu thờ: "Quốc mẫu Thiềm Nương Hoàng Thái hậu". Khi Đinh Bộ Lĩnh dấy cờ khởi nghĩa ở Hoa Lư, thấy đã đủ mạnh, ông rời Hoa Lư đi dẹp loạn các xứ quân, khi đi có đem theo thân mẫu Đàm thị cùng đi. 
Theo thần phả thì bà Đàm Thị Thiềm vốn cũng có tài cung kiếm võ nghệ. Sau khi về với sứ quân Trần Lãm ở Kỳ Bố Hải Khẩu, Đinh Bộ Lĩnh đã cùng các tướng Đinh Điền, Nguyễn Bặc, Lưu Cơ, Sát Công, Phạm Thành về đóng đồn ở Doanh đầu (trang Thụy Thú – Lộc Thọ) nhằm ngăn chặn sứ quân của Phạm Bạch Hổ, đang chiếm giữ đất Đằng Châu (nay ở Hưng Yên). Sau này khi thế lực đã mạnh ông để thân mẫu ở lại Trang Thuỵ Thú, tự mình dẫn quân đánh dẹp các sứ quân. Khi sắp xưng vương ông cho người về Trang Thụy Thú đón mẹ, nhưng do ốm nặng bà không về Hoa Lư được và mất tại Trang Thuỵ Thú. Vua Đinh Tiên Hoàng đã lệnh cho táng mẹ ở doanh đồn (Thuỵ Thú). Trên mặt huyệt dùng đá lấp lên sau dân làng xây miếu ở trên mặt mộ để thờ. Vua lệnh miễn giảm tô thuế cho dân Thuỵ Thú và từ đó thôn Thuỵ Thú được triều đình coi như một làng thuộc dân con quê cũ của mẹ vua. Trong miếu thờ Thái hậu còn ghi: "Thánh hậu Đinh Miếu" và có nhiều câu đối ca ngợi công đức của bà.
Di tích đình Bườn, miếu Trúc và mộ các nhân vật lịch sử liên quan thuộc xã Mỹ Thắng (Mỹ Lộc, Nam Định) là Di tích lịch sử quốc gia. Đình Bườn và những di tích có liên quan như: lăng mộ Đàm Hoàng Thái hậu, lăng mộ Tướng quân Cao Mộc, miếu Trúc thờ Tướng quân Phùng Gia được xây dựng trên khu vực đồn binh An Biện (Bườn) xưa của Đinh Bộ Lĩnh. Đây là một trong những căn cứ quan trọng trong việc tích trữ lương thực, chiêu mộ binh sĩ, giúp Đinh Bộ Lĩnh dẹp loạn 12 sứ quân, thống nhất đất nước. Về giá trị lịch sử, cùng với các đạo sắc phong thần, tại đình Bườn và các di tích có liên quan còn có nhiều câu đối ca ngợi công đức và sự thờ tự đối với Đàm Hoàng Thái hậu, Tướng quân Cao Mộc và Tướng quân Phùng Gia. Hằng năm, tại di tích, nhân dân địa phương ba lần mở hội vào các ngày kỵ của Đàm Hoàng Thái hậu.
Tại di tích chùa Bái Đính (Ninh Bình), hồ Đàm Thị là một danh thắng nằm sát chân núi phía bắc của dãy núi Tràng An gắn với giai thoại Thái hậu Đàm Thị đã từng mò cua, bắt tép ở đây để nuôi con, giữa hồ là di tích đền Quốc trưởng công chúa thờ chị gái Vua Đinh Tiên Hoàng.

## Nhận định
Việc Đinh Tiên Hoàng lập 5 hoàng hậu đã một số nhà viết sử phong kiến phê bình. Riêng tác giả cuốn sử đầu tiên của nước ta là Đại Việt sử lược chỉ chép ngắn gọn: "Vua lập vương hậu năm bà" mà không nhận xét gì thêm. Theo Ngô Sĩ Liên, sử gia đời Trần là Lê Văn Hưu đã bình luận về điều này như sau: 
"Từ xưa chỉ lập hoàng hậu một người để chủ nội trị mà thôi, chưa từng nghe nói lập đến năm hoàng hậu. Tiên Hoàng không kê cứu cổ học, mà bầy tôi đương thời lại không có ai biết giúp sửa cho đúng, để đến nỗi chìm đắm trong tình riêng, cùng lập năm hoàng hậu. Sau đến hai triều Lê, Lý cũng phần nhiều bắt chước làm theo, ấy là do Tiên Hoàng khởi xướng sự rối loạn thứ bậc vậy".
Còn Ngô Thì Sĩ dựa vào cái gốc âm dương để bàn chuyện lập hoàng hậu của vua Đinh: 
"Từ năm Thiên Nguyên nước Chu lập năm hoàng hậu, bài sách văn phong hoàng hậu có câu rằng: "Đức ví với khôn nghi, ngũ hành là số 5", đó là lấy một câu kinh để che lỗi của mình. Vua Đinh Hoàng không đọc sách, theo ý riêng mà làm càn, đúng như chuyện nước Chu; lỗi đó hai bên cũng như nhau" ...
Các nhà nghiên cứu hiện đại lại nhìn nhận vấn đề từ góc độ chính trị và văn hóa của nó. Việc lập hoàng hậu của vua Đinh chủ yếu mang tính chất chính trị: kết hôn để củng cố sức mạnh về lực lượng và vị thế của ông trên vũ đài chính trị.
Tác giả Nguyễn Danh Phiệt phỏng đoán việc lập hoàng hậu của vua Đinh "phải chăng là một tín hiệu cho hay tàn dư của sinh hoạt cộng đồng muốn có một sự bình quân theo truyền thống, mặc dù sự phát triển khách quan của xã hội đã vượt qua?". Ông khẳng định tình trạng này còn kéo dài đến thế kỉ XI – XII dưới triều Tiền Lê, Lý và liên tưởng con số 5 hoàng hậu với văn hóa Khơ-me, cụ thể là trong tổ chức hoàng gia Khơ-me, nó tượng trưng cho thế lực bốn phương cùng hướng về trung tâm, quy tụ quanh bộ máy vương triều. Song khi bắt gặp thực tế lập hoàng hậu của vua chúa thời kỳ này, ông lại nhận thấy rằng con số 5 hoặc 4, 6, 7 hoàng hậu không theo mô hình nào cả.
Nhà nghiên cứu Đinh Văn Đạt cũng lý giải con số 5 hoàng hậu của vua Đinh và sau này là 5 vương phi của Đinh Liễn, 5 hoàng hậu của Lê Đại Hành dựa trên quan điểm âm dương ngũ hành, tính theo quy luật "tương sinh tương khắc", "vợ tượng trưng cho âm, chồng tượng trưng cho dương, là hai mặt của thế giới con người".